# ULTra

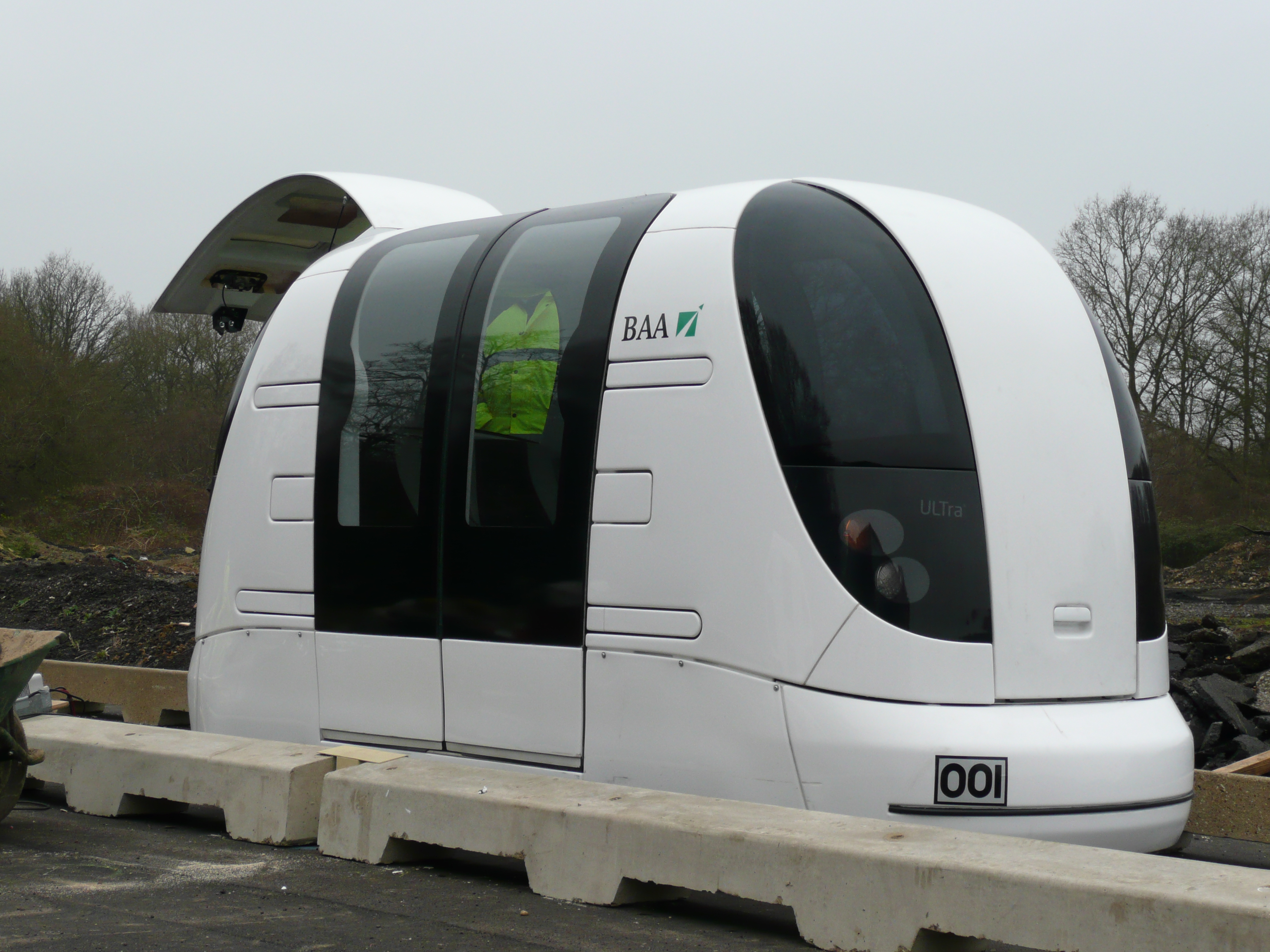
Un des véhicules du taxi robot ULtra sur une voie de test.

ULTra (pour (en) « Urban Light Transport ») est un système de transport individuel de type taxi robot, autrement dit un moyen de transport automatique collectif léger permettant de se déplacer à la demande et sans arrêt intermédiaire dans de petits véhicules indépendants, en se déplaçant sur une voie dévolue à ce moyen de transport. 
La première application de ce système fonctionne depuis mai 2011 à l'aéroport de Londres Heathrow pour permettre aux passagers de rejoindre depuis le terminal 5 leur véhicule garé au parking.
C'est le troisième système de taxi robot à entrer en service commercial dans le monde, après celui de Morgantown de l'université de Virginie-Occidentale, en 1975 et la ville nouvelle de Masdar City en 2010.
L'entreprise conceptrice est la société Ultra PRT Ltd, anciennement Advanced Transport Systems Ltd, basée à Cardiff.

## Recherche et développement
Le DTI (Department of Trade and Industry) du Royaume-Uni a soutenu la conception et la fabrication du prototype de véhicule ULTra grâce à une subvention dans le cadre de son projet Foresight Vehicle.
Le projet a été initié par Advanced Transport Systems Ltd en collaboration avec un groupe de partenaires industriels majeurs incluant Ove Arup, AMEC, Praxis Critical Systems et Frog Navigation.

### Les prototypes
Quatre prototypes ont été fabriqués pour développer les technologies utilisés par ULTra à Cardiff entre 2001 et 2007, puis trois véhicules de présérie ayant l'aspect final en 2007. Le véhicule offre un espace pour quatre passagers sur deux sièges permanents et deux sièges rabattables. Avec seulement deux passagers à bord, il y a suffisamment de place pour des bagages, des poussettes ou même un vélo. Le véhicule peut également accueillir un fauteuil roulant.

### Conception des véhicules
Les véhicules ont été conçus par l'entreprise ARRK, à l'aide du logiciel CATIA.
Les véhicules avec roues pneumatiques, automatiquement contrôlés par le système, roulent des voies de béton ou d'acier. 
Ils sont propulsés électriquement par des batteries de traction plomb-acide, et sont conçus pour fonctionner jusqu'à 40 km/h et sur des pentes atteignant 20 %. À leur vitesse maximale, ils consomment 0,15 kWh/véhicule. 
Les véhicules, dont le poids à vide est de 400 kg, comprennent quatre sièges et supportent une charge utile de 400 kg (des détecteurs de poids empêchent un véhicule surchargé de démarrer).

## Le podcar de l'aéroport de Londres Heathrow
La construction des 21 véhicules destinés à l'aéroport d'Heathrow a débuté en 2008. A l'aéroport de Londres Heathrow, les tests opérationnels ont débuté le 7 juillet 2009. Ces tests ont subi un retard important à cause d'un changement de fréquence pour la communication entre les véhicules de 2,1 GHz à 5 GHz, pour ne pas interférer avec le système de gestion automatique des bagages du terminal 5 de l'aéroport, ce qui a demandé de nouvelles validations. 
Les tests portant sur un véhicule se déplaçant tout seul sur le réseau se sont terminés en octobre 2009, puis des tests avec plusieurs véhicules ont eu lieu, et enfin ce sont les tests avec des passagers qui ont lieu depuis mars 2010. D'abord prévue pour fin 2009, la mise en service partielle réservée au personnel de l'aéroport a débuté en octobre 2010.  La mise en service officielle a débuté le 18 avril 2011. La mise en service complète a eu lieu en mai 2011. 

### Autres projets
La société annonce avoir signé avec le gouvernement du Pundjab en décembre 2011 le premier et plus important système de taxi robot urbain. Mais le projet ne semble plus être d'actualité.